# Carhampton
Carhampton är en ort och civil parish i Storbritannien.   Den ligger i grevskapet Somerset och riksdelen England, i den södra delen av landet, 230 km väster om huvudstaden London. Carhampton ligger 33 meter över havet och antalet invånare är 865.
Terrängen runt Carhampton är kuperad åt sydväst, men åt nordost är den platt. Havet är nära Carhampton åt nordost. Runt Carhampton är det ganska glesbefolkat, med 48 invånare per kvadratkilometer. Närmaste större samhälle är Minehead, 5,4 km nordväst om Carhampton. Trakten runt Carhampton består i huvudsak av gräsmarker.